# Bayet (udde)
Bayet är en udde i Antarktis. Den ligger i Västantarktis. Argentina, Chile och Storbritannien gör anspråk på området.
Terrängen inåt land är bergig österut, men västerut är den kuperad. Havet är nära Bayet åt nordväst. Trakten är obefolkad. Det finns inga samhällen i närheten. 